# Малер, Хорст
Хорст Ма́лер (нем. Horst Mahler; 23 января 1936, Гайнау, Нижняя Силезия — 27 июля 2025, Берлин) — немецкий адвокат, публицист, леворадикальный террорист, один из основателей Фракции Красной армии. С конца 1990-х годов праворадикальный активист, отрицатель Холокоста.

## Биография
Родился третьим из четырёх детей в семье дантиста Вилли Малера (1900—1949) и его жены Доротеи, урождённой Никсдорф (1901—1975), в Хайнау (район Гольдберг) в Нижней Силезии. Его дядей был один из руководителей СА Райнхольд Никсдорф (1890—1934). В интервью израильскому репортёру Нафтали Гликсбергу Малер сообщил, что его мать со слезами на глазах рассказала ему, что среди его предков были евреи. Малер рос в Хайнау. 8 февраля 1945 года семья бежала от наступающей Красной армии из Силезии в Наумбург (Заале), а в мае 1945 года переехала в Рослау, где отец получил разрешение на ведение частной стоматологической практики. В феврале 1949 года Вилли Малер, страдавший от тяжелой депрессии, покончил жизнь самоубийством. Хотя в родительском доме царили антикоммунистические настроения, в 1949 году в 13 лет Хорст Малер, по его собственной оценке, из оппортунистических соображений согласился стать председателем школьной группы Союза свободной немецкой молодёжи.
В ноябре 1949 года семья переехала в Берлин-Шёнеберг. Будучи стипендиатом Немецкого национального академического фонда, Малер изучал юриспруденцию в Свободном университете Берлина, где в 1953 году стал членом студенческой организации «Землячество Тюрингия». В 1956 году он вступил в СДПГ, которая решила, что его членство в партии несовместимо с членством в объединениях сомнительного характера. Малер воспринял это как возможность уйти из «Тюрингии». Когда он вступил в Социалистический союз немецких студентов, в 1961 году СДПГ исключила его из своих рядов в соответствии с решением о несовместимости.
В 1962 году Малер решил стать журналистом и отправил в еженедельник Die Zeit свою рукопись. В ней он призвал Западную Германию выйти из НАТО. Рукопись не была опубликована.
Сдав экзамен на асессора, в 1964 году Малер основал в Западном Берлине собственную юридическую фирму. До этого он работал в конторе известного адвоката по уголовным делам Дитриха Шайда, который в последующих судебных процессах представлял как Социалистический союз немецких студентов, так и издателя Акселя Шпрингера. Как адвокат Малер стал известен широкой общественности в 1964 году на получившем большую огласку судебном процессе по делу банка Тиссен. С жалобой на чрезмерно длительное предварительное заключение в течение четырех лет финансового брокера Карла-Хайнца Вемхоффа (1927—1975), который позже был приговорен к 6,5 годам заключения, он был первым немецким адвокатом, добившимся в 1966 году успеха в Европейском суде по правам человека в Страсбурге.
С 1964 года участвовал во внепарламентской оппозиции, в частности в качестве адвоката преследуемых студентов. В это время открыто выражал политические позиции, очень схожие с позициями Социалистической единой партии Германии, и поддерживал контакты с представителями ГДР и Советского Союза.
До 1970 года он защищал, в частности, Беату Кларсфельд, коммунаров Фрица Тойфеля и Райнера Лангханса, студенческого лидера Руди Дучке, Петера Брандта, а также поджигателей универмагов Андреаса Баадера и Гудрун Энслин. На судебном процессе против полицейского Карла-Хайнца Курраса, застрелившего студента Бенно Онезорга, представлял семью Онезорга, выступавшую в качестве соистца.
1 мая 1969 года Малер вместе с Клаусом Эшеном, Ульрихом К. Пройссом и Хансом-Кристианом Штрёбеле основал в Западном Берлине Коллектив юристов-социалистов, который просуществовал до основания Республиканского союза юристов в 1979 году. 10 ноября 1969 года ему было предъявлено обвинение в руководстве так называемыми пасхальными беспорядками 1968 года. На процессе, на котором Акселю Шпрингеру также пришлось выступать в качестве свидетеля, Малера защищали Отто Шили и Курт Грёневольд. В 1970 году он участвовал в создании Фракции Красной армии (РАФ) и был одним из организаторов освобождения Баадера, а также трёх ограблений банков в сентябре 1970 года. После освобождения Баадера он бежал в Иорданию вместе с другими членами РАФ, чтобы пройти там обучение ведению «вооружённой борьбы».
8 октября 1970 года Малер был арестован в Западном Берлине. Несмотря на слабую доказательную базу, земельный суд приговорил его к 14 годам тюремного заключения за ограбления банков и создание преступной организации. Его защиту взяли на себя Ханс-Кристиан Штрёбеле и Отто Шили. Шили, ставший впоследствии федеральным министром внутренних дел, принёс ему в тюрьму полное издание сочинений Гегеля, чтение которых, по собственному признанию Малера, оказало на него значительное влияние.
В тюрьме Малер отошёл от РАФ, а затем стал членом небольшой коммунистической партии маоистского толка. Ульрика Майнхоф назвала его «ничтожной, по сути нелепой фигурой».
27 февраля 1975 года «Движение 2 июня» похитило Петера Лоренца, главного кандидата ХДС на выборах в Палату представителей Берлина, чтобы добиться освобождения Малера, а также Верены Беккер, Габриэлы Крёхер-Тидеман, Рольфа Поле, Ингрид Зипман и Рольфа Хайслера. 1 марта 1975 года в передаче ARD Tagesschau Малер заявил, что отклоняет обмен.
Находясь в тюрьме, он вёл беседы с федеральным министром внутренних дел Герхартом Баумом (СвДП), которые в 1980 году были опубликованы в виде книги. Его также посещали политолог Иринг Фетшер и социальный философ Гюнтер Рормозер. Оба были членами комиссии, созданной социал-либеральным федеральным правительством для исследования духовных причин терроризма.
В 1980 году адвокат Малера, федеральный председатель организации «Молодые социалисты» Герхард Шрёдер добился для него условного отбывания наказания по истечении двух третей срока тюремного заключения. Попечителем Малера стал протестантский богослов Гельмут Гольвитцер. В то время он симпатизировал Партии зелёных, затем призвал голосовать за СвДП. Герхард Шрёдер позаботился о том, чтобы с 1988 года Малер снова мог работать юристом. Оба поддерживали тогда тесный контакт со штутгартским социальным философом Гюнтером Рормозером.
1 декабря 1997 года в Штутгарте Малер выступил с речью по случаю 70-летия Гюнтера Рормозера. В ней он среди прочего потребовал, чтобы «оккупированная» Германия освободилась от «долгового рабства» и сохранила свою «национальную идентичность». Бывшие соратники по СДС, такие как Гюнтер Лангер и Альфред Шоберт, увидели в этом проявление консервативных или праворадикальных взглядов. Рормозер, в свою очередь, позже охарактеризовал позицию Малера как «национально-христианский консерватизм».
В 1998 году Малер стал основателем немецкого национального гражданского движения «За нашу страну». Он призвал всех немцев присоединиться к нему, «чтобы Германия оставалась немецкой». Вместе с функционером Союза свободных граждан Торстеном Виттом он организовал сначала в Берлине, а затем и во Франкфурте-на-Майне демонстрации против запланированного мемориала жертвам Холокоста.
12 августа 2000 года Малер вступил в Национально-демократическую партию Германии (НДПГ). В его пресс-релизе говорилось, что он считает Основной закон «временной мерой на переходный период, пока не будет восстановлена дееспособность Германского рейха». С 2001 по 2003 год он представлял НДПГ в Федеральном конституционном суде, когда федеральное правительство безуспешно пыталось добиться её запрета. Его письменные заявления в суд состояли в основном из отрывков из идеологических текстов различного происхождения. В 2003 году после прекращения процедуры запрета Малер вышел из НДПГ на том основании, что «НДПГ — партия, ориентированная на парламентаризм, поэтому устаревшая и — как и сама парламентская система — обреченная на крах».

#### Отрицание Холокоста
В ноябре 2003 года Малер основал Объединение по реабилитации преследуемых за отрицание Холокоста, которое в 2008 году было запрещено как неконституционное и в которое, помимо него самого, входили многие известные отрицатели Холокоста.
В 2005 году в статье «Историки и учёные поддерживают взгляды иранского президента на Холокост» заявил: «Холокоста никогда не было. Это самая великая ложь в истории» (нем. «der Holocaust hat nie stattgefunden. Er ist die größte Lüge der Geschichte»).
В феврале 2004 года он предстал перед Земельным судом Берлина по обвинению в разжигании ненависти и был приговорён к девяти месяцам тюрьмы. 8 мая Окружной суд Тиргартена наложил на него временный запрет на профессиональную деятельность.
15 ноября 2006 года возле исправительного учреждения Котбус-Диссенхен, где Малер должен был отбывать наказание, он отдал гитлеровское приветствие и крикнул «Хайль» примерно 35-ти своим сторонникам. За это Земельный суд Котбуса 22 июля 2008 года приговорил его к еще одиннадцати месяцам тюремного заключения без права досрочного освобождения. Обвинение и защита обжаловали предыдущее решение Земельного суда Котбуса (с приговором к шести месяцам лишения свободы). В Земельном суде Потсдама Малеру были предъявлены и другие обвинения в разжигании межнациональной розни.
В конце февраля 2009 года Земельный суд Мюнхена приговорил его к шести годам заключения без возможности досрочного освобождения. 11 марта 2009 года Малер был приговорён также Земельным судом Потсдама в общей сложности к пяти годам и двум месяцам заключения. 19 марта 2009 года его жена Сильвия Штольц, бывший преподаватель университета и адвокат, также была приговорена к тюремному заключению «за отрицание Холокоста».
В середине июля 2009 года Берлинская коллегия адвокатов отозвала у него лицензию на юридическую практику.
Он отбывал наказание в исправительном учреждении города Бранденбурга. В период с ноября 2012 по март 2013 года в тюрьме он написал на компьютере обширную работу под названием «Конец странствий — мысли о Гиладе Ацмоне и иудаизме». Текст объемом более 200 страниц был классифицирован как антисемитский, компьютер впоследствии конфискован, а внешние контакты подвеглись строгому контролю. В мае 2014 года прокуратура Котбуса выдвинула против Малера обвинение в разжигании межнациональной розни.
В июле 2015 года прокурор Потсдама предоставил Малеру освобождение от тюрьмы из-за его плохого состояния здоровья. У Малера развился тяжелый сепсис в результате серьезной инфекции, которая потребовала ампутации его левой голени. Из-за крайне опасного для жизни состояния его перевели из тюремной больницы в отделение интенсивной терапии городской больницы Бранденбурга. В сентябре 2015 года Уголовно-исполнительная палата Потсдамского окружного суда постановила, что Хорст Малер, которому удалось избежать тюремного заключения по состоянию здоровья, должен быть освобожден условно после отбытия двух третей десятилетнего срока. Прокуратура Мюнхена II подала на это жалобу. В начале 2016 года Высший земельный суд Бранденбурга отменил условное наказание в виде испытательного срока.
Тюрьма и прокуратура выступили против досрочного освобождения, поскольку следовало ожидать дальнейших преступлений, а у Малера была «устоявшаяся структура преступной личности». Высший земельный суд Бранденбурга последовал этому мнению и постановил, что положительного социального прогноза без наказания ожидать нельзя. В марте 2017 года Малер вышел из тюрьмы и принялся снова читать лекции в правых экстремистских кругах, особенно на мероприятиях НДПГ.
19 апреля 2017 года Малер опубликовал видеообращение, в котором заявил об отказе возвращаться в тюрьму. От представителей правосудия он скрылся за границей. Прокуратура Мюнхена II выдала европейский ордер на арест. 15 мая 2017 года стало известно, что Малер попросил убежища в Венгрии в письме, адресованном лично Виктору Орбану, но вскоре был арестован венгерскими властями в Шопроне на границе с Австрией и взят под стражу в ожидании депортации. 6 июня 2017 года было объявлено решение Будапештского городского суда об его экстрадиции в Германию. Вскоре после этого Малер был передан немецким властям в аэропорту Будапешта. Для отбытия оставшегося срока он был заключён в исправительную колонию в Бранденбурге из-за её близости к его последнему месту жительства в Кляйнмахнове.
В 2018 году Малеру пришлось ампутировать и правую голень. В конце ноября 2018 года прокуратура Мюнхена II отклонила ходатайства о его освобождении на том основании, что тюремной больницы достаточно для «паллиативной помощи». Она сослалась также на «преимущественные интересы общественной безопасности», так как нельзя «с необходимой уверенностью исключить совершения новых преступлений». 27 октября 2020 года Малер вышел на свободу.
С 29 ноября 2022 года он снова предстал перед судом по одиннадцати пунктам обвинения в разжигании межнациональной розни и отрицании национал-социалистического геноцида. В период с 2013 по 2017 год, даже находясь в тюрьме, в своих электронных письмах и на различных веб-сайтах он призывал к борьбе «немецкого народного духа» против иудаизма. В апреле 2023 года судебный процесс был приостановлен по состоянию здоровья Малера.
Умер 27 июля 2025 года в возрасте 89 лет в Берлине.

## В кинематографе
- 1978 — Германия осенью / Deutschland im Herbst. Интервью в тюрьме
- 2008 — Комплекс Баадера — Майнхоф / Der Baader Meinhof Komplex. В роли Малера — Симон Лихт